# Bollati Alfredo
Atleta di interesse nazionale nasce a Varese il 14 maggio 1960, si avvicina al canottaggio nel 1974 all'età di quattordici anni con i colori della Canottieri Varese, due anni dopo sale agli onori della cronaca per essere il primo singolista a vincere i campionati italiani della propria categoria e di quella superiore.
Nel 1978 passa alla Canottieri Ignis, lo stesso anno vince  il campionato mondiale juniores ed il campionato italiano èlite.
Nel 1980 si arruola nel Gruppo Sportivo Fiamme Gialle della Guardia di Finanza fino al 1988, anno in cui abbandona i remi.
Allenatore di secondo livello è stato collaboratore del D.T. Giusppe de Capua per il quadriennio 2009 - 2012,
oggi allenatore della A.s.d. The Core Canottaggio Sabaudia
Socio benemerito della Federazione Italiana Canottaggio
Socio fondatore della A.s.d. The Core Canottaggio Sabaudia
Socio onorario della A.s.d. Canottieri Varese
Socio onorario della A.s.d. Canottieri Gavirate
medaglia di bronzo e d'argento al valore atletico
palma di bronzo al merito tecnico
C.V.
Bollati Alfredo
11 volte Campione d'Italia
campione mondiale juniores (1978)
12° campionato mondiale assoluto (1982)
vice Campione mondiale assoluto (1985)
4° campionato mondiale assoluto (1986)
3° campionato mondiale assoluto (1987)